# 1701
- Wikisource

| Calendário gregoriano                                                        | 1701 MDCCI                          |
| Ab urbe condita                                                              | 2454                                |
| Calendário arménio                                                           | 1150 – 1151                         |
| Calendário bahá'í                                                            | -143 – -142                         |
| Calendário budista                                                           | 2245                                |
| Calendário chinês                                                            | 4397 – 4398 Início a 8 de fevereiro |
| Calendário copta                                                             | 1417 – 1418                         |
| Calendário etíope                                                            | 1693 – 1694                         |
| Calendários hindus - Vikram Samvat - Calendário nacional indiano - Cáli Iuga | 1756 – 1757 1622 – 1623 4801 – 4802 |
| Calendário Holoceno                                                          | 11701                               |
| Calendário islâmico                                                          | 1113 – 1114                         |
| Calendário judaico                                                           | 5461 – 5462                         |
| Calendário persa                                                             | 1079 – 1080                         |
| Calendário rúnico                                                            | 1951                                |
| Calendário solar tailandês                                                   | 2244                                |

1701 (MDCCI, na numeração romana)  foi um ano comum, o primeiro do século XVIII do actual Calendário Gregoriano, da Era de Cristo, e a sua letra dominical foi B (52 semanas), teve início a um sábado e terminou também a um sábado.
| Ano completo                   |
| ------------------------------ |
| Ano comum com início ao sábado |

## Eventos
- Início da Guerra da Sucessão Espanhola.
- Frederico I torna-se no primeiro Rei da Prússia.
- Fundação da Universidade de Yale.
- Fim do reinado de Gedun Chomphel, Desi Druk do reino do Butão.
- Inicio do reinado de Ngawang Tshering, Desi Druk do reino do Butão.

## Nascimentos
- 22 de Setembro - Anna Magdalena Bach-Wilcken, segunda esposa de Johann Sebastian Bach († 1760).
- 27 de Novembro - Anders Celsius, astrônomo sueco († 1744).

## Mortes
- 2 de junho - Madeleine de Scudéry, escritora francesa (n. 1607).
- 16 de setembro - Rei Jaime II de Inglaterra (n. 1633).